# Rhus typhina

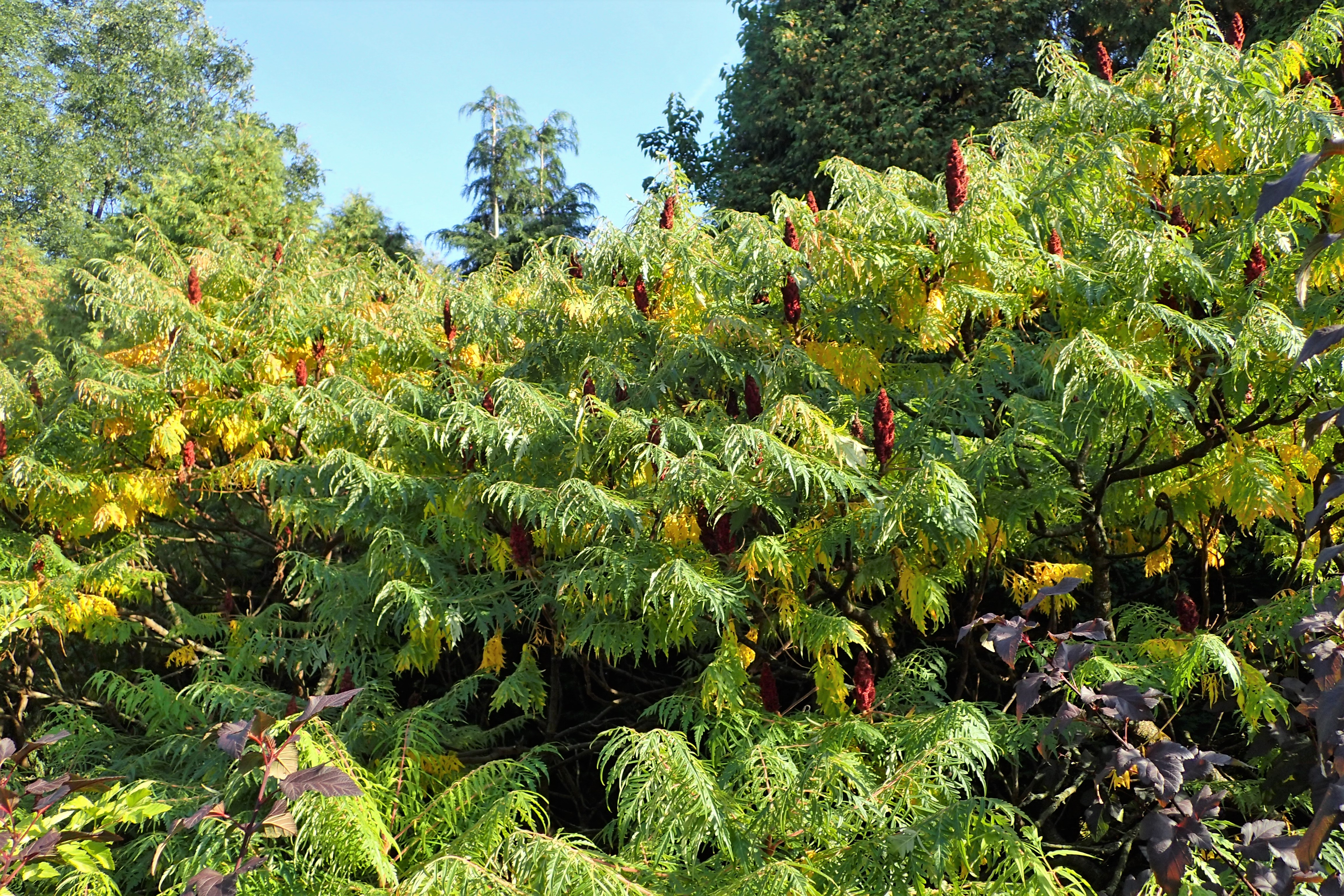
Vista de l'arbust

El sumac de Virgínia o sumac americà (Rhus typhina) és una espècie d'arbust o arbret de fulla caduca dins la família Anacardiaceae, nativa de l'est d'Amèrica del Nord. Es troba principalment al sud-est del Canadà, el nord-est i el centre-oest dels Estats Units, i les muntanyes Apalatxes, però es cultiva àmpliament com a planta ornamental a tot el clima temperat.

## Descripció
Rhus typhina és un arbust caducifoli dioic o petit arbre que creix fins a 5 m d'alt i 6 m d'ample. Són verd groguenc les masculines, vermelloses les femenines, gairebé sempre en exemplars diferents. Té fulles compostes pinnades alternes i mesura de 25 a 55 cm de llarg. Els pecíols i tiges estan densament coberts de pèls vermellosos. Presenta flors petites, de color blanc verdós a groc pàl·lid. Floreix de maig a juliol i els fruits maduren de juny a setembre en l'àrea de distribució original d'aquesta espècie. El fullatge de tardor té tons brillants de vermell, taronja i groc.
L'híbrid obtingut pel Rhus Thyphina y Rhus glabra ha sigut anomenat alternativament Rhus Xpulvinata Greene o Rhus Xborealis Greene Rhus.
Aquesta espècie d'arbre és de caràcter ornamental pel seu atractiu aspecte i pel seu fullatge de color vermell viu a la tardor, destacant-se com a exemplar aïllat o formant petits grups.

### Requeriments edàfics
El sòls idonis per a un sumac americà són els sòls calcaris, amb un pH entre 8,5 i 7,5, també tolera els sòls neutres i lleugerament àcids, amb un pH entre el 7,5 i 5,5. Aquesta espècie requereix un sol humit o estàndard, amb una quantitat d'aigua molt propera o menor a la capacitat que té el sol de retenir aquesta mateixa. T
Pel que fa la textura del sòl, es desenvolupa bé en terreny fèrtil, amb una quantitat d'hummus mitjana, solt, arenós, ben drenat. Però és capaç de viure en terreny pobre, superficial, sec i pedregós.

### Tolerancies i resistencies

#### Condicions climàtiques
Aquest arbust presenta una gran resistència a les gelades, pot resistir glaçades inferiors a -15 °C, aquesta espècie viu bé en zones d'interior i muntanyes. També encara que requerin un sòl mitjanament humit pot estar exposat a ple sol, resisteix bé la calor i tolera certa manca d'aigua en els mesos més secs.

#### Altres
| Tolera i reisteix       | SI | NO |
| ----------------------- | -- | -- |
| Vent                    |    | X  |
| Proximitat al mar       |    | X  |
| Contaminació urbana     | X  |    |
| Contaminació industrial |    | X  |
| Exposició al sol        | X  |    |

## Hàbitat i propagació
Amb ajuda antropogènica, Rhus typhina s'ha dispersat en gairebé tots els hàbitats, des del centre fins a les muntanyes, inclosos les vores de les carreteres, les terres de cultiu i les àrees protegides. Com a arbust clonal, Rhus typhina posseïa una alta taxa de propagació, que variava de 6,3 m/ 3 anys en hàbitats estèrils a 6. 7 m/ 3 anys en les fèrtils. El fet que cada fragment d'arrel pugui convertir-se en un nou individu fa que Rhus typhina sigui molt difícil d'erradicar una vegada establerta. Des d'un punt de vista biològic, es creu que Rhus typhina és una planta invasora a Beijing.

### Exemplars notables als Països Catalans
Espècie aŀlòctona escapada de jardineria, que és freqüent a Europa però ha estat molt poc citada a Catalunya, concretament en dos llocs de la vall alta del riu Segre, també se situa en una vall dels Pirineus, més oriental.

## Taxonomia
L'epítet específic typhina s'explica en la descripció de la planta de Carl Linnaeus i Ericus Torner amb la frase "Ramis hirtis uti typhi cervini", que significa "les branques són aspres com les banyes en vellut"

### Etimologia
- Rhus: nom genèric que deriva de la paraula grega per a "vermell", una al·lusió als cridaners colors de tardor d'algunes espècies.
- typhina: epítet llatí que significa "com el gènere Typha"

### Sinonímia
- Datisca hirta L.
- Rhus hirta (L.) Sudw.
- Schmaltzia hirta (L.) Small
- Toxicodendron typhinum (L.) Kuntze

### Cultivars[9]
- Rhus typhina var. arborescens Willd.
- Rhus typhina var. filicifolia Demcker
- Rhus typhina var. filicina Sprenger
- Rhus typhina var. frutescens Willd.
- Rhus typhina var. laciniata Hort
- Rhus typhina var. laciniata Manning ex Rehder

## Galeria d'imatges

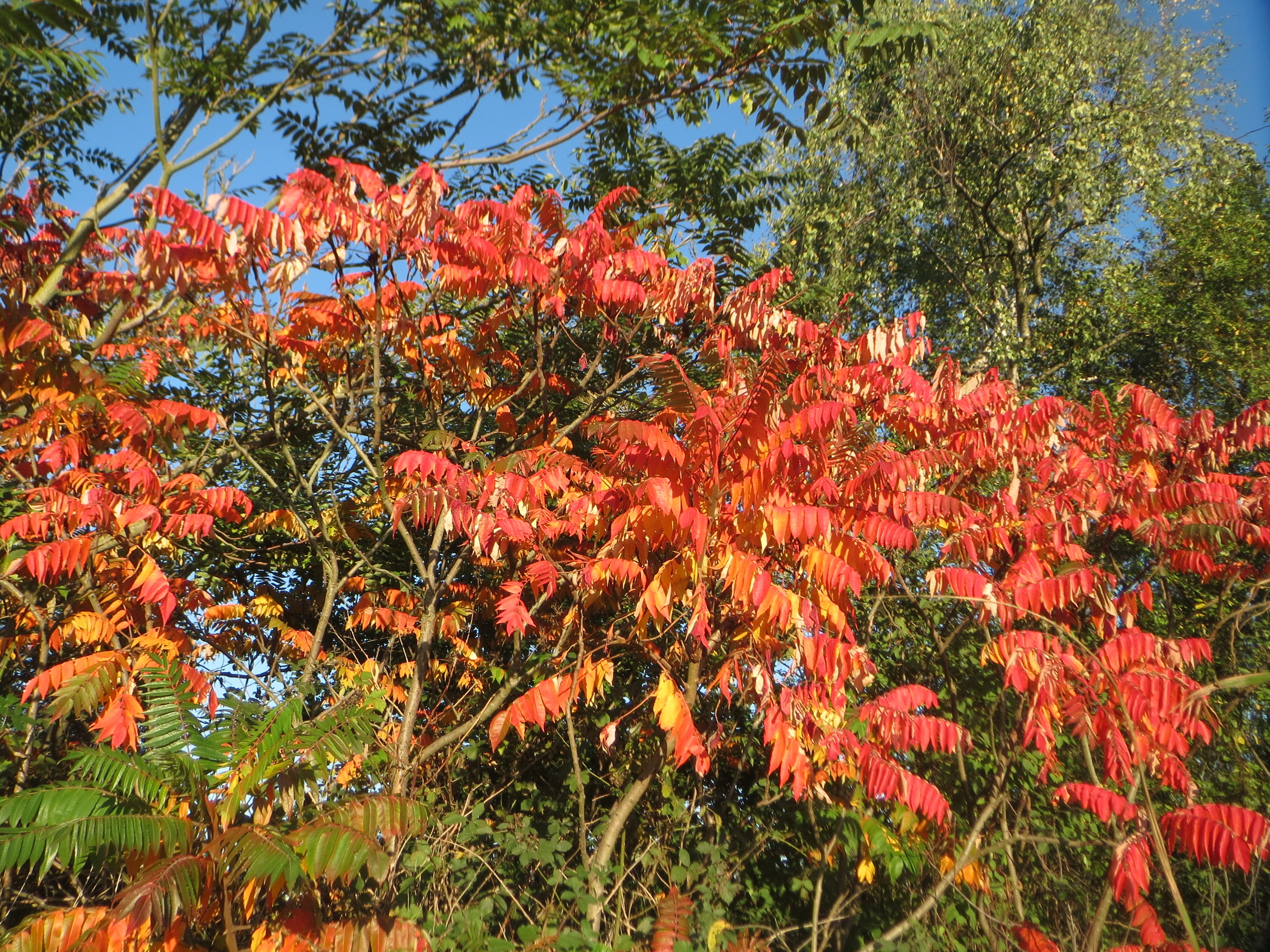
Color ataronjat de les fulles
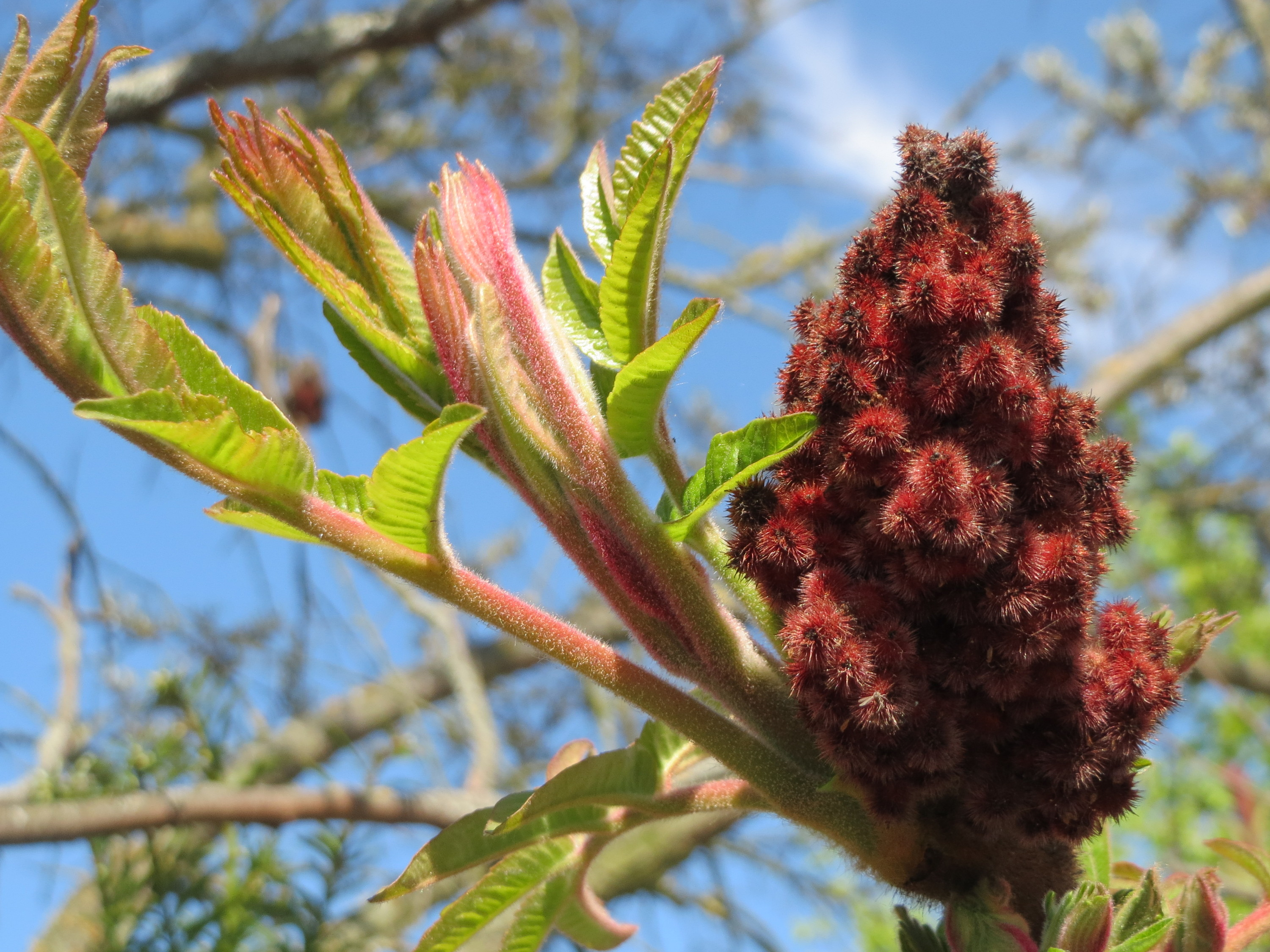
Fruit
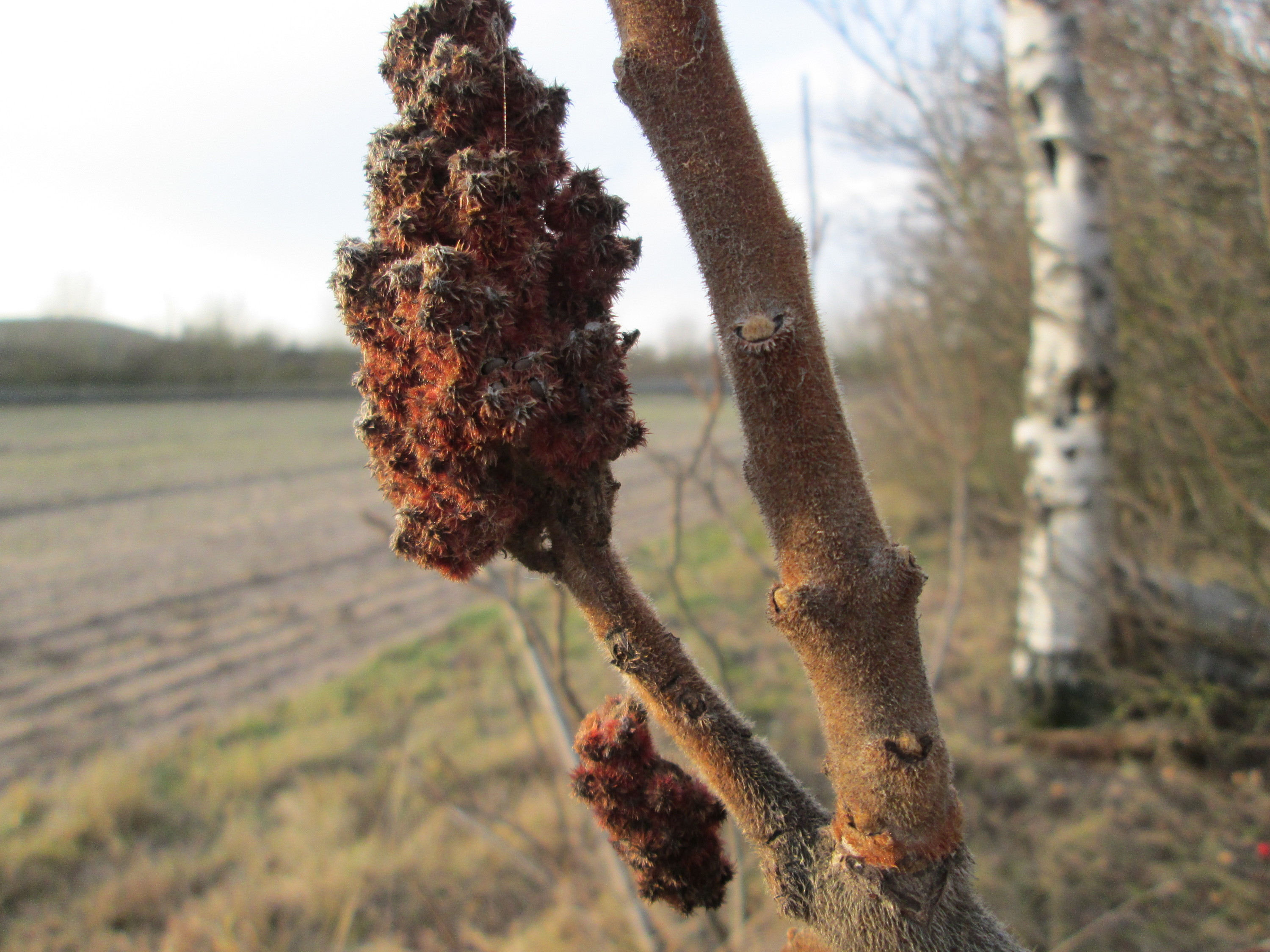
Tronc